# (6714) Montréal
(6714) Montréal – planetoida z pasa głównego asteroid okrążająca Słońce w ciągu 4 lat i 31 dni w średniej odległości 2,55 j.a. Została odkryta 29 lipca 1990 roku w obserwatorium Palomar przez Henry’ego Holta. Nazwa planetoidy pochodzi od kanadyjskiego miasta Montreal. Przed jej nadaniem planetoida nosiła oznaczenie tymczasowe (6714) 1990 OE2.